# John Matthew O'Connell
John Matthew O'Connell, född 10 augusti 1872 i Westerly i Rhode Island, död 6 december 1941 i Westerly i Rhode Island, var en amerikansk politiker (demokrat). Han var ledamot av USA:s representanthus 1933–1939.
O'Connell efterträdde 1933 Richard S. Aldrich i representanthuset och efterträddes 1939 av Harry Sandager.
O'Connell är begravd på St. Sebastian Cemetery i Westerly.